# Década de 1140
Séculos: Século XI - Século XII - Século XIII
Décadas: 1110 1120 1130 - 1140 - 1150 1160 1170
Anos: 1140 - 1141 - 1142 - 1143 - 1144 - 1145 - 1146 - 1147 - 1148 - 1149